# مؤتمر سرت التاريخي
مؤتمر سرت التاريخي هو مؤتمر تاريخي جامع، إحدى الأحداث الوطنية البارزة إبان الحرب الإيطالية على ليبيا، جمع هذا المؤتمر كبار الزعماء من شرق وغرب ليبيا، في مدينة سرت بالمنطقة الوسطى، بدء العمل به من أواسط شهر ديسمبر لعام 1921 واستمر حتى يوم السبت الموافق 21 من شهر يناير للعام التالي 1922 ميلادية. كانت الرغبة واضحة والإرادة حقيقية لدى أطراف النزاع الليبي، بإنهاء الخلافات بين الزعماء والمدن والقبائل، حتى خرجت كافة الأطراف بمسودة تاريخية، عُرفت بمسمى "ميثاق سرت"، الذي كان ثمرة اجتماعات ومساعٍ متواصلة.

## أهمية المؤتمر السياسية والوطنية
جاء هذا المؤتمر نتيجة للخلاف الذي بدأت بوادره ما بين زعماء الحركة السنوسية في شرق ليبيا وبعض قادة الجهاد في غربها، عقب معركة القرضابية عام 1915م. اتجهت معظم آراء المجاهدين والزعماء المحليين، باتجاه إيجاد قيادة موحدة يجتمع تحت ظلها كل الليبيين، وذلك عقب خروج العثمانيين من البلاد بعد معاهدة أوشي لوزان، وقيام الإمارة السنوسية، ممثلة في حكومة أجدابيا الوطنية، وكذلك قيام حكومة مصراتة الوطنية، وقيام الجمهورية الطرابلسية، ثم سقوطها نتيجة عوامل عديدة، من أبرزها الاقتتال الداخلي، ونقض الإيطاليين لنتائج المفاوضات والمعاهدة. ما اقتضت الضرورة الوطنية توحيد العمل السياسي والعسكري على كامل التراب الليبي.
فكانت هذه الخطوة على درجة كبيرة من الأهمية، بل تعد نقطة تحوّل مهمة في تاريخ ليبيا الحديث، خلال الربع الأول من القرن الماضي، لذلك يعد مؤتمر سرت من أنجح مؤتمرات المصالحة الوطنية وقت الحرب، فلأول مرة يبحث فيه الليبيين مجتمعين أمر التمهيد لمنح زعامة موحدة على جميع الاقطار الليبية. تتمثل أهمية هذا المؤتمر، من بين كل المؤتمرات الوطنية المهمة، في المهام التي سعى إلى تحقيقها، وهي:
- تقريب وجهات النظر بين الأخوة الليبيين.
- إنهاء حالة الانقسام والصراع، بسبب الحروب والفتن.
- إزالة حالة الجمود والوهن الذي أصاب حركة الجهاد الوطني بسبب التدخلات الإيطالية
- توحيد الحركة الوطنية تحت زعامة رجل وطني مسلم.[3]

## الظروف المكانية والزمانية
كان هذا المؤتمر التاريخي يهدف إلى تقريب وجهات النظر بين الأخوة الأشقاء، وإنهاء حالة الانقسام والصراع، الحاصل بسبب الحروب الأهلية والفتن الداخلية، بين المناطق الليبية، عقب ما يسمى بفترة الحرب الأهلية الليبية، التي دارت رحاها ما بين 1915-1920، بين عدة قبائل ومناطق وحكومات أهلية محلية. وكانت هذه الفتن والحروب مفتعلة من دسائس الطليان الغزاة، وكذلك بعض الأطراف الأجنبية.

## إرهاصات المؤتمر
عقب تزايد الخلافات الحاصلة بين أعيان المنطقة الوسطى من قادة الجهاد وزعماء القبائل، أمثال حمد بن سيف النصر ورمضان السويحلي وعبدالنبي بلخير وصالح الأطيوش ومحمود بوهدمة وفضيل المهشهش والسيد صفي الدين السنوسي وأحمد التواتي وسليمان الباروني ومحمد الجمل وعلي المنقوش وغيرهم. ما أدى إلى حظر نشاط الحكومة السنوسية في مناطق غرب ليبيا، وانسحاب جزء كبير من أهالي جبل نفوسة ممثلين في سليمان الباروني من مجلس الجمهورية الطرابلسية، وكذلك حصول انشقاقات بين زعماء القبائل في منطقة برقة شرق البلاد، إضافة إلى التغييرات السياسية الحاصلة في صفوف الأحزاب الإيطالية والحكومات الاستعمارية المتعاقبة على ليبيا.

## اللقاء الأول
بادر أعيان وأهالي منطقة النوفلية، وهي مركز قيادة المجاهدين في منطقة خليج سرت الشرقية، المسماة بمنطقة خليج السدرة، وبواسطة من شيوخ وحكماء قبيلة العريبات بالتحديد، حيث شكّلوا وفداً ضم كلاً من المشايخ الثلاثة الآتية أسماؤهم: (الشيخ عبدالهادي البراني - الشيخ مفتاح الفيل - الشاعر عبدالله أبوقشاطة). تواصل هذا الوفد مع أعيان منطقة سرت ممثلين في (الحاج صالح التايب، والشيخ المهدي بوبريق، والشيخ محمد العيساوي أبوخنجر، والشيخ حافظ المعداني المصراتي)، وآخرين من أعيان منطقة مصراتة، ما أدى إلى عمل جلسة تحاورية في سرت بين أعيان منطقة خليج السدرة وأعيان مصراتة، وحضر هذا المجلس التحاوري كلاً من: (الشيخ عبدالهادي البراني، الشيخ مفتاح الفيل، الشاعر عبدالله أبوقشاطة، الحاج صالح التايب، الشيخ المهدي بوبريق، رمضان بيك السويحلي، والمفتي رمضان أبوتركية، وآخرين). ما أدى هذا اللقاء التمهيدي إلى الإفراج عن الأسرى وتبادلهم من الطرفين. وتسهيل عملية التبادل التجاري وحركة القوافل التجارية. كما حصلت مكاتبات من طرف السيد الأمير إدريس السنوسي، وبتوجيه منه للشيخ خالد القيصة، بالسعي في تقريب وجهات النظر، وترسيم خطة لإنهاء الخلاف والقضاء عليه. وما أن وصلت هذه الأخبار للطليان، حتى قامت قيامتهم وصمموا على استئناف الحرب، وضرب معاقل الحركة الوطنية واحتلالها.
على إثر اللقاء الأول، الذي مهّد الطريق أمام عقد المؤتمر الجامع، للمصالحة بين قيادات المجاهدين الليبيين، وقد انطلق المؤتمر الجامع في ديسمبر 1921 وحتى غاية أيام 19، 20، 21 يناير 1922م.

## زعماء المؤتمر
وأما مؤتمر سرت الجامع الذي اختتم أعماله يوم 21 يناير 1922، فقد حضر اجتماعاته الزعماء والمشايخ والأعيان الممثلين عن المنطقة الشرقية والغربية بليبيا، وهم الآتية أسماؤهم:
1. الشيخ: صالح الأطيوش
2. بيك: أحمد السويحلي
3. الشيخ: السنوسي البراني
4. بيك: عبدالرحمن عزام
5. الشيخ: نصر الأعمى
6. السيد: عمر أبو دبوس
7. الشيخ: خالد القيصة
8. السيد: محمد نوري السعداوي
9. السيد: الشتيوي بن سالم
10. السيد: الصويعي الخيتوني
11. الحاج: صالح بن سلطان

## نص ميثاق سرت
بسم الله الرحمن الرحيم، الحمد لله المُبدئ المعيد، الفعّال لما يريد، ألّف بين قلوب المسلمين، وجعلهم خير أمة للعالمين، والصلاة والسلام على رسول الهدى والرحمـة، الذي جاء يدعونا إلى العـزة والإباء، ويعلمنا كيف نقاتل الأعداء. وبعـد، فقـد اجتمعنا نحن الموقعـين على هذه المعاهـدة؛ المفـوضين من قبل طـرابـلـس وبـرقة، وقـررنـا بعـد مـداولـة الفـكر، الـمـواد الآتـيـة، المتضمنة اتفاق القطر الطرابلـسي البرقـاوي عـلى الاتحاد والتعاون في السراء والضراء:
1. يجـب أن نـوّحـد كلمتـنا ضد عدونا الغاصب لبلادنا وضد المفسديـن.
2. يـجـب أن يكـون عـدونا واحـداً وصديـقـنا واحـداً.
3. أن كافة ما وقع بين الطرفين من التجاوز لا يطالب به أحد الآخر إلى أن تستقر الحالة في الوطن، وتتعّين وضعية البلاد العمومية. ومع ذلك يجـب أن يسـعى الطرفـان في المسامحـة بيـن العـربان. ومن يتعدى بعد الآن فعلى الحكومة التابع لها أن تعاقبه بما يستحق.
4. كـل مـن يخالـف الجـماعة، ويـدس الـدسـائـس الأجنبـيـة عـلى الحكـومة المنسوب إليهـا يتـم إعـدامه ومـصـادرة أموالـه حسـب الشريعـة الإسلامـية.
5. يـرى الطرفـان أن مصلحة الوطن وضـرورة الدفاع عنه ضـد العـدو المشترك، تقـضي بتوحيد الزعامة في البلاد، ولـذلـك يجعـل الطرفان غايتهما، انتخاب أميـر مسـلم، تـكـون لــه السلـطـة الـدينـيـة والمدنـيـة داخــل دســتـور تـرضـاه الأمة الليبية.
6. يـتخـذ الطـرفـان الـوسـائـل الـلازمـة لتحـقـيـق هـذه الغـاية الـمـذكـورة في المـادة الخامـسة، وأن تـكـون تولـية الأمير بـإرادة الأمـة.
7. مـتى تحـقـقـت الغـاية المـذكورة في المادة الخامـسة، يجــب انتخاب مجلس تأسيسي من الفريقين لوضع القانون الأساسي، والنـظم اللازمة لإدارة البلاد، وقـبل ذلك، وتمهـيداً لهذه الأعمال، يجب على الفريقـين أن يُرسل كل منهما مندوباً للبلديـن لأجـل أن يشـتـركـا فـي سـيـاسـة الـبـلاد والتدابيـر المُقـتضاة للدفاع عن الوطن.
8. يـتعهد الطـرفان بألا يعتـرفـوا للعدو بـسلطة وأن يمنعوه من بسط نفوذه خارج الأماكن المُتحصن فيها الآن، وفى حالة وقوع حرب، يتظافر الفريقان على محاربة العدو، وألا يعـقدوا صلحـاً أو هـدنة إلا بموافقـة الفريقـين.
9. إذا خرج العدو من حصونه مهاجماً جهة من الجهات، وجـب عـلى الجهـة الأخـرى، أن تمـد المُهاجَـم بالمهمات الحربية والمال والرجال، وأن تنذر العدو بالكف عن التجاوز، وإذا لم ينكّف، تهاجمه هي بدورها.
10. تجتمع هـيـئة منـتـخـبة مـن أهـالـي طـرابلـس وبـرقة مرتين في كل سنة، فـي شهريّ مُحـرم ورجب للنظر في مصالح البلاد.
11. يشـترط أن تـوافـق عـلى هـذه المعاهـدة كل من حكومة برقة، والهيـئة المـركزيـة في جهـة طـرابلـس.
12. مهمة الهيئة الـمذكورة تأيـيـد العلائق الوّدية بين الطرفين، وتأييـد هـذه الاتفـاقـية.

قـصر سـرت فـي يـوم السبـت 22 جمـادى الأولى سنة 1340هـ / 21 يناير سنة 1922م

## أجواء المؤتمر
وهكذا جاءت قرارات المؤتمر وفق الأهداف الوطنية لتوحيد حركة الجهاد ضد العدو الإيطالي، لأن توحيد حركة الجهاد تحت قيادة واحدة ينتج عنها نشوب ثورة أو حرب شاملة على مواقع العدو، هذا وقد وبدأت المفاوضات بين الطرفين لإنهاء كل الخلافات القديمة والوصول إلى الهدف الوطني الذي يحقق مصلحة البلاد، فأقر المجتمعون ميثاقاً عرف بـ"ميثاق سرت". وما أن وصلت هذه الأخبار للطليان، حتى قامت قيامتهم وصمموا على استئناف الحرب، وضرب معاقل الحركة الوطنية واحتلالها.
فعلى مستوى الجبهة الغربية، قاموا بعد هذا المؤتمر باحتلال ميناء قصر أحمد، للسيطرة على مركز المقاومة في مدينة مصراتة، عبر سلسلة من المعارك والمواجهات، أبرزها معركة قصر أحمد، ومعركة أبي شعيفة، ومعركة حيشان ذكيران وغيرها بعام 1922.
وعلى مستوى الجبهة الشرقية، قامت قوات الاحتلال الإيطالي بالهجوم على منطقة أجدابيا والبريقة، عقب معارك عنيفة، أشهرها أربعة معارك بعام 1923، هي معركة بئر بلال المسماة الكراهب، الأولى والثانية، ومعركة البريقة، الأولى والثانية. ولم تنته هذه الحملة الهجومية حتى عام 1926 بإسقاط آخر معاقل المجاهدين على الساحل وهي زاوية النوفلية.

## نتائج مؤتمر سرت 21 يناير 1922م
1. إنهاء حالة الانقسام والحروب الأهلية والفتن الداخلية وحالة عدم الإخلاص للوطن بين جميع المناطق الليبية.
2. توحيد الكلمة وتكاتف جهود زعماء حركة الجهاد في الدفاع المشترك ضد العدو الإيطالي.
3. ظهور الثورة الشاملة فقد واجهت ايطاليا قوات المجاهدين في مواقع متعددة مما أربكها وأعجزها عن ردع هذه الثورة المسلحة.

## أصداء معاصرة لمؤتمر سرت
هذا وقد ظلت هذه المناسبة، ذكرى وطنية تقوم بإحيائها المؤسسات والجهات العامة والخاصة في ليبيا، وعيداً وطنياً من أيام النضال والكفاح الليبي، ويوماً يذكرنا بجهود الآباء المؤسسين للأمة الليبية ومساعيهم الخيرة. نستعرض أبرز الأصداء والفعاليات الحديثة المرتبطة بمؤتمر سرت التاريخي كالتالي:

### قسم التاريخ بجامعة سرت
أحيت جامعة سرت الليبية بمدرج "مصباح العروي" بالجامعة، مؤتمر السلام واللحمة الوطنية التاريخي، وذلك بمدينة سرت الموافق 22 يناير 2019.ووفقاً لـ وكالة الأنباء الليبية "وال": فإن جامعة سرت نظمت ندوة علمية تاريخية أشرف عليها قسم التاريخ بكلية الآداب / جامعة سرت[22]، بمناسبة مرور 97 عاما على مؤتمر السلام واللحمة الوطنية، الذي انعقد عام 1922 م بمدينة سرت، وأدى إلي توحيد الليبيين و تعزيز المصالحة الوطنية بينهم في تلك الفترة. بحضور (مفتاح مرزوق) رئيس مجلس الحكماء والاعيان لقبائل منطقة سرت، وعضو المجلس البلدي سرت (هنية ابوخريص) والدكتور (احمد المحجوب) رئيس الجامعة، والدكتور (عبد السلام ابوخشم) وكيل الجامعة، والدكتور (سعيد الحنديري) وكيل جامعة الجفرة للشؤون العلمية، وعدد من الباحثين والمهتمين بالدراسات التاريخية بجامعة المرقب، والجامعة الأسمرية، والمركز الليبي للدراسات التاريخية. كما صدر عن الندوة في ختام جلساتها العلمية بياناً أكد فيه المشاركون على أهمية المصالحة الوطنية بين الليبيين، وأنها الطريق الصحيح في اتجاه الاستقرار والأمن والأمان، تعزيزاً لما جاء في ميثاق سرت الموقع عام 1922 بين أبناء ليبيا، كما أكد البيان على ضرورة المحافظة علي وحدة وتماسك الوطن ونبذ التفرقة وتقديم المصلحة الوطنية على المصالح الشخصية، كما دعا المشاركون في الندوة إلى ضرورة عقد مؤتمر للمصالحة الوطنية لحل الأزمات الراهنة والاستفادة من ذلك المؤتمر التاريخي. هذا وقد ألقيت خلال الجلسة الافتتاحية للندوة العلمية عديد الأوراق العلمية التاريخية حول المؤتمرات الوطنية ودورها في تعزيز المصالحة الوطنية، ودور الزعماء الوطنيين في المصالحة الوطنية الليبية، وكذلك ألقيت أوراق علمية حول مؤتمر سرت الأسباب والنتائج ، وميثاق سرت ماضي ينير الحاضر ويمكن من استشراق المستقبل، كما تم خلال الندوة عرض شريط مرئي حول آثار مؤتمر سرت في توحيد حركة الجهاد الليبي، وأهميته التاريخية في توحيد القبائل الليبية في تلك الفترة[22].

### مؤسسة «البرهان للحوار والتنمية»
أقامت «مؤسسة البرهان للحوار والتنمية في ليبيا»، يوم السبت الموافق 22 يناير2022، ندوة افتراضية بمدينة سرت، لمناسبة إحياء الذكرى المئوية الأولى لـ«مؤتمر سرت 21 يناير 1922» تحت شعار «من أجل السلام ووحدة الوطن» حيث شارك في الندوة عدد من الأساتذة المتخصصين في التاريخ[23]. وأفاد عضو باللجنة المشرفة على الندوة «بوابة الوسط الإعلامية الليبية»، بأن فعالياتها شهدت عرض أوراق علمية من قبل المشاركين وهم: (د. علي الهازل) من المركز الوطني للدراسات والمحفوظات التاريخية، و(د. منى أبو القاسم)، من قسم التاريخ والآثار بجامعة سرت، ووكيل الشؤون العلمية بجامعة طبرق (د. وليد شعيب)، ورئيس قسم التاريخ والآثار بجامعة سرت (د. الزرقاء سالم)، ومن قسم التاريخ جامعة المرقب (أ. محمود عارف قشقش)، ومدير مكتب الدراسات العليا كلية الآداب بجامعة بنغازي (د. الرويعي قناوي)، ومديرة مكتب الدراسات العليا بكلية الآداب في جامعة سرت (أ. سمية سالم  الشعالي)، و(أ. عبد الناصر علي) من قسم التاريخ بجامعة سرت[23].

### وزارة الخارجية في الحكومة الليبية المؤقتة
كذلك نظمت وزارة الخارجية في الحكومة الليبية المؤقتة مؤتمرا للمصالحة الوطنية أطلقت عليه "سرت الثاني" 18/10/2020، والذي يقوم على سياسة دعم الحوار الليبي براعية داخلية وليس ضمن حوارات الأجندات الخارجية، مثلما هو الأمر بالنسبة لمؤتمر تونس. حاول القائمون على المؤتمر الجديد استحضار الذاكرة التاريخية لدعم الثوابت الوطنية، باعتباره استكمالاً لمؤتمر آخر كان قد عقد في العام 1922 لمواجهة الاستعمار، ونجم عن المؤتمر ما عرف بـ"ميثاق سرت"، وحظي بتأييد الكثير من القوى الليبية آنذاك. افتتح المؤتمر بكلمة لوزير الخارجية في الحكومة المؤقتة عبد الهادي الحويج، ثمّن فيها الاجتماع ودوره في حل الأزمة الليبية، وأهمية أن تتكاتف جميع القوى الوطنية للتوصل إلى حل سياسي بعيداً عن التدخلات الخارجية. وأكد الإعلامي الليبي شعبان بركة الذي شهد فعاليات المؤتمر، أن المؤتمر التأم في موعده المقرر وليوم واحد، وشاركت فيه وفود من مدن مختلفة، وشخصيات تمثل شرائح متباينة للمجتمع للتأسيس لميلاد ليبيا الجديدة[24].

### مسلسل الزعيمان
مسلسل الزعيمان هو مسلسل سيرة ذاتية تاريخي ليبي، من إخراج أسامة رزق ومن كتابة عزة شلبي وأحمد نبيل سنة 2020، وبطولة كل من ربيع القاطي، صالح القراد، نادرة عمران، عبد الحميد التائب، نصاف بن حفصية، محمد عثمان، محمد بن يوسف، وغيرهم. انطلق عرض المسلسل بتاريخ 24 أبريل 2020 على قناة سلام الليبية. يتناول العمل السيرة الذاتية لكل من الزعيمان الوطنيان: سليمان الباروني وبشير السعداوي وكفاحهما ضد الاستعمار الإيطالي في الفترة ما بين 1880 إلى 1923 من تاريخ الدولة الليبية. عرض المسلسل في حلقته السابعة عشرة حادثة تاريخية مهمة، وهي مؤتمر سرت الذي انعقد بذات المدينة التي يحمل اسمها عام 1922، وقد ظهرت فيه مشاهد المؤتمر والمشاركين فيه من شخصيات الأعيان والزعماء والسياسيين ومشايخ القبائل والمناطق، وقادة الجهاد الوطني، ومن بين هؤلاء الزعماء: حمد بن سيف النصر، السنوسي البراني، صالح الأطيوش، أحمد السويحلي، رمضان السويحلي، والمستشار السياسي المصري عبدالرحمن عزام الذي كان يشغل منصب مستشار الجمهورية الطرابلسية، وآخرين[25][26].